# Estadio Cuscatlán
Het Cuscatlán-stadion is een voetbalstadion in de stad San Salvador, El Salvador. Het werd ingehuldigd in 1976. Het biedt plaats aan 53.400 toeschouwers en is daarmee het stadion met de grootste capaciteit voor fans in Midden-Amerika en het Caribisch gebied. 

## Historie
Het stadion ondergaat voortdurend renovaties, waaronder die van 1997, 2007, 2008, 2015 met de verandering van kleuren verwijzend naar de vlag van het land (blauw en wit) en de meest recente in 2020 met de installatie van een nieuw 4K 100 m² LED-display en de installatie van 54 nieuwe 1.500 watt metaalhalogenide armaturen met 1.000 capaciteit luxes, en een geautomatiseerd irrigatiesysteem.
In mei 2023 vielen er minimaal 12 doden tijdens de wedstrijden tussen Alianza FC en Club Deportivo FAS. Veel mensen probeerden binnen te komen nadat de toegangspoorten al gesloten waren. De wedstrijden werd gestaakt om hulp te kunnen bieden aan de slachtoffers.

## Oorsprong van de naam
Samen met de bouw werd een wedstrijd gehouden om het stadion een naam te geven, die aanleiding gaf tot drie mogelijke namen: San Salvador, Fraternidad en Cuscatlán; uiteindelijk werd het aangeduid als "Monumentaal Estadio Cuscatlán"